# Schrankia dimorpha
Schrankia dimorpha är en fjärilsart som beskrevs av Inoue 1979. Schrankia dimorpha ingår i släktet Schrankia och familjen nattflyn. Inga underarter finns listade.